# أغ طورق
أغ طورق هي قرية في مقاطعة ميانة، إيران. عدد سكان هذه القرية هو 147 في سنة 2006.